# De sacrosancto altaris mysterium
Il De sacrosancto altaris mysterio è un manuale scritto da Papa Innocenzo III per codificare una topografia semantica della liturgia, già normata nel XII secolo dal cardinale Lotario; in questo manuale si fa uso proprio della struttura locativa dell'arte della memoria, delle sue classiche rotae per spiegare la strutturazione di questa topografia simbolica della Santa Messa.